# Peter Gade
Peter Hoeg Gade (Aalborg, 14 de desembre de 1976) és un esportista danès que va competir en bàdminton, en la modalitat individual. Es retirà l'any 2012.
Va guanyar cinc medalles en el Campionat Mundial de Bàdminton entre els anys 1999 i 2011, i cinc medalles d'or en el Campionat Europeu de Bàdminton entre els anys 1998 i 2010.
Va participar en quatre Jocs Olímpics d'Estiu, ocupant el 4t lloc en Sydney 2000, el 5è en Atenes 2004, el 5è en Pequín 2008 i el 5è en Londres 2012.
Gade va entrar a la història del bàdminton amb el seu títol individual a l’All England Open Badminton Championships del 1999 i les seves cinc corones al Campionat d'Europa individual masculí. Va encapçalar la classificació mundial de 1998 a 2001. Amb els seus 22 títols de Grand-Prix, ha esdevingut un dels jugadors més premiats d'aquest esport. El 22 de juny del 2006 va recuperar breument el primer lloc de la classificació mundial. Ho va aconseguir després de guanyar l’Open de Singapur i assolir els quarts de final a l’Open de Malàisia.
Amb la seva derrota a quarts de final de l’Open de França del 2012, Gade es va retirar de la competició internacional.
Peter Gade va estar durant un temps enamorat de la seva companya de bàdminton Camilla Martin. Té dues filles, Alma i Nanna, amb la seva exdona Camilla Høeg.

## Atributs del jugador
El seu estil de joc es caracteritza per atacs ràpids, un joc de peus suau i una pressió constant. El seu engany és particularment creatiu per a un jugador de bàdminton mundial, i utilitza un "cop de marca" àmpliament reconegut i de gran èxit (l'anomenada "doble acció" de la raqueta envia el volant al fons de la pista, alhora que pretén portar jugador cap a la xarxa). Amb una plètora de cops enganyosos, és conegut per guanyar punts amb intents més extravagants, com el revés de dreta i de revés (utilitzant el costat oposat del cap de la raqueta al previst, per fer contacte amb el volant en un angle radicalment diferent).

## Carrera professional
Peter Gade és considerat un dels jugadors de bàdminton amb més èxit. A Dinamarca és un dels esportistes més populars. De 1997 a 2001 va liderar la classificació mundial en individual masculí durant un total de 146 setmanes.3 Els seus majors èxits inclouen guanyar l'All England 1999 arribar a la final dels Campionats del Món de Bàdminton de 2001 a Sevilla, guanyar quatre medalles de bronze a Campionats del Món de Bàdminton i guanyar 31 grans tornejos internacionals en individuals masculins; incloent l'Open de Corea quatre vegades, l'Open de Dinamarca tres vegades, l'Open de Malàisia dues vegades, l'Open del Japó dues vegades i el Masters de Copenhaguen deu vegades. El 1998, va ser nomenat Jugador Mundial de Bàdminton de l'Any. També va guanyar cinc cops el Campionat d'Europa de Bàdminton. Va guanyar deu vegades el Campionat de Dinamarca de bàdminton.
No obstant això, Gade mai va aconseguir ser Campió del Món de bàdminton ni Campió olímpic de bàdminton. En els Campionats del Món de Bàdminton 1999 de Copenhaguen, va ser derrotat a semifinals per Permadi Fung 11:15, 15:1, 14:15. Als Campionats del Món de Bàdminton 2001 de Sevilla, va arribar a la final però va ser derrotat per Hendrawan d'Indonèsia 6:15, 16:17. Als Campionats del Món de Bàdminton 2005 d'Anaheim, va ser derrotat a semifinals pel número u del món Lin Dan, que va perdre a la final davant l'indonesi Taufik Hidayat. Als Campionats del Món de Bàdminton 2010 de París i als 2011 de Londres, va perdre les semifinals davant Chen Jin i Lin Dan en tres sets respectivament. En total, Gade va guanyar cinc medalles a campionats del món.
Les seves participacions al Jocs Olímpics tampoc no es van veure coronades per un gran èxit. A Sydney 2000 va fracassar a semifinals davant Ji Xinpeng amb 9:15, 15:1, 9:15 i en el partit per la medalla de bronze davant Xia Xuanze amb 13:15, 5:15. A Atenes 2004, Pequín 2008 i Jocs Olímpics d'Estiu de 2012 va ser eliminat en quarts de final en cada cas.
Gade és conegut a la pista per la seva imparcialitat i el seu esperit de lluita. Aquest últim també el va fer passar per un difícil període de rehabilitació després de patir una lesió de genoll al World Grand Prix Finals a Brunéi el 2001. Després de dues operacions (2001 i 2002) i molts contratemps, així com llargues interrupcions dels entrenaments, va tornar a situar-se entre els 10 primers de la classificació mundial el març del 2003.
Gade va posar fi a la seva carrera internacional com a jugador l'octubre del 2012 a l'Open de França. Un partit oficial de comiat va tenir lloc el 27 de desembre de 2012 al Masters de Copenhaguen 2012 contra Lin Dan, que va guanyar 20-22, 21-16, 21-14, davant un públic que va esgotar les entrades al Falconer Salen.

## Palmarès internacional

### BWF Superseries
Les BWF Superseries, llançades el 14 de desembre de 2006 i implantades el 2007, són una sèrie de tornejos de bàdminton d'elit, sancionats per la Federació Mundial de Bàdminton (BWF). BWF Superseries té dos nivells: Superseries i Superseries Premier. Una temporada de Superseries compta amb dotze tornejos a tot el món, introduïts el 2011, i els jugadors guanyadors són convidats a les finals de Superseries que se celebren al final de l'any.
Men's singles
| Any  | Torneig            | Oponent         | Puntuació           | Resultat  |
| ---- | ------------------ | --------------- | ------------------- | --------- |
| 2011 | Indonesia Open     | Lee Chong Wei   | 11–21, 7–21         | subcampió |
| 2011 | India Open         | Lee Chong Wei   | 12–21, 21–12, 15–21 | subcampió |
| 2010 | Superseries Finals | Lee Chong Wei   | 9–21, 14–21         | subcampió |
| 2010 | Korea Open         | Lee Chong Wei   | 12–21, 11–21        | subcampió |
| 2009 | Hong Kong Open     | Lee Chong Wei   | 13–21, 21–13, 16–21 | subcampió |
| 2009 | Korea Open         | Lee Chong Wei   | 21–18, 10–21, 21–17 | guanyador |
| 2008 | Superseries Finals | Lee Chong Wei   | 8–21, 16–21         | subcampió |
| 2008 | French Open        | Taufik Hidayat  | 16–21, 21–17, 21–7  | guanyador |
| 2008 | Denmark Open       | Joachim Persson | 21–18, 17–21, 21–14 | guanyador |
| 2007 | Malaysia Open      | Bao Chunlai     | 21–15, 17–21, 21–14 | guanyador |

     torneig BWF Superseries Finals
      torneig BWF Superseries Premier
     torneig BWF Superseries

### Campionats del Món BWF
| Campionat Mundial | Campionat Mundial       | Campionat Mundial | Campionat Mundial |
| Any               | Lloc                    | Medalla           | Prova             |
| ----------------- | ----------------------- | ----------------- | ----------------- |
| 1999              | Copenhaguen (Dinamarca) | 3                 | individual        |
| 2001              | Sevilla (Espanya)       | 2                 | individual        |
| 2005              | Anaheim (Estats Units)  | 3                 | individual        |
| 2010              | París (França)          | 3                 | individual        |
| 2011              | Londres (Regne Unit)    | 3                 | individual        |

### Campionats d'Europa
| Campionat Europeu | Campionat Europeu         | Campionat Europeu | Campionat Europeu | Campionat Europeu      | Campionat Europeu |
| Any               | Lloc                      | Medalla           | Prova             | Finalista              | Marcador          |
| ----------------- | ------------------------- | ----------------- | ----------------- | ---------------------- | ----------------- |
| 1998              | Sofia (Bulgària)          | 1                 | individual        | Kenneth Jonassen       | 15–8, 15–4        |
| 2000              | Glasgow (Regne Unit)      | 1                 | individual        | Poul-Erik Høyer Larsen | 15–5, 15–11       |
| 2004              | Ginebra (Suïssa)          | 1                 | individual        | Kenneth Jonassen       | 15–9, 15–10       |
| 2006              | Den Bosch (Països Baixos) | 1                 | individual        | Kenneth Jonassen       | 21–19, 21–18      |
| 2010              | Manchester (Regne Unit)   | 1                 | individual        | Jan Ø. Jørgensen       | 21–14, 21–11      |

- Quarts de finalista del Primer Torneig Internacional Francès de bàdminton de 2007
- Guanyador del Gran Premi l'any 1999
- Campió del món júnior el 1994
- Campió de Dinamarca els anys 2000-2003, 2005-2007, 2009 i 2010.
- Open de Corea el 2000 i el 2005
- Open d'Anglaterra el 2004
- Open de Corea el 2000 i el 2001
- Open Danès el 1998 i el 2000
- Open de Taiwan el 1997 i el 2000
- Open del Japó el 1998 i el 1999
- Open de Malàisia el 1998
- Màster de Copenhaguen l'any 2000
- Open de Malàisia 2008
- Open de Danesa 2008
- Open de França 2008
- Open de Corea 2009

### Jocs Olímpics
Gade va representar Dinamarca en bàdminton individual en quatre Jocs Olímpics d'estiu (2000, 2004, 2008 i 2012).

#### 2000
Va aconseguir les semifinals en els Jocs Olímpics d'Estiu del 2000, on va perdre contra Ji Xinpeng, de la Xina, que fet i fet seria medalla d'or. Al partit per la medalla de bronze, va perdre contra una altra jugadora xinesa, Xia Xuanze.

#### 2004
En els Jocs Olímpics d'Estiu de 2004, en la categoria individual masculina, va derrotar a Chien Yu-Hsiu, de Taipei xinès, ia Nikhil Kanetkar, de l’Índia, en les dues primeres rondes. No obstant això, en quarts de final, Gade va ser derrotat pel que fet i fet seria campió, Taufik Hidayat, d’Indonèsia, per 15-12 i 15-12.

#### 2008
Gade va declarar que un dels objectius finals de la seva carrera seria una medalla d'or als Jocs Olímpics de Pequín 2008. En una entrevista, va indicar que podria ser un dels seus darrers grans tornejos, encara que no va descartar la possibilitat de continuar la seva carrera després dels Jocs[6]. Tenia previst retirar-se després dels Jocs Olímpics de Pequín i començar a entrenar el bàdminton. Gade va guanyar el seu primer partit als Jocs Olímpics de Pequín 2008 a la segona ronda després de derrotar Nabil Lasmari per 21-6 i 21-4. A la tercera ronda, Gade es va enfrontar a Shoji Sato. Gade va estar a punt de caure derrotat després de perdre el primer set per 21-19 i disposar Shoji Sato de 2 punts de partit al segon amb el marcador el 18-20. Tot i això, Gade va guanyar el set 22-20 i va passar a guanyar el tercer set 21-15. Gade va perdre en sets correguts davant el campió xinès Lin Dan a quarts de final.

#### 2012
Als Jocs Olímpics d'Estiu de 2012 va ser derrotat pel jugador xinès Chen Long a quarts de final.

## Equipament

### Raquetes
- Yonex Voltric 80 PG (Màster de Copenhaguen 2012)
- Yonex Voltric Z-FORCE (ús limitat 2012)
- Yonex Voltric 80 (2011–2012)
- Yonex Arcsaber 10 PG (2010–2011)
- Yonex Arcsaber 10 (2008–2010)
- Nou color Yonex Armortec 700 (2006–2008)
- Yonex Armortec 700 (2005–2006)
- Yonex Muscle Power 88 vermell (2004-2005)
- Yonex Muscle Power 77* (ús limitat del 2001)
- Yonex Titanium 10 (ús limitat de 1999)
- Yonex Isometric Slim 10 (1997–2004)
- Yonex Isometric 300 (– 1997)